# Kim Gevaert
Kim Gevaert (ur. 5 sierpnia 1978 w Leuven) – belgijska lekkoatletka, sprinterka, srebrna medalistka olimpijska z Pekinu w sztafecie 4 × 100 metrów.
Gevaert, startująca w biegach na 60 m, 100 m i 200 m, należała do najlepszych europejskich sprinterek. Zdobywała wiele medali na ważnych zawodach lekkoatletycznych. Zajmowała też wysokie miejsca w finałach sprinterskich na igrzyskach olimpijskich.
Była wielokrotną mistrzynią Belgii na dystansie 100 oraz 200 metrów.
W 2008 roku ogłosiła zakończenie sportowej kariery.

## Najważniejsze osiągnięcia sportowe
- halowe mistrzostwa Europy:
  - Wiedeń 2002 –  złoty medal na 60 m;
  - Madryt 2005 –  złoty medal na 60 m;
  - Birmingham 2007 –  złoty medal na 60 m;
- mistrzostwa Europy:
  - Monachium 2002 –  srebrny medal na 100 m;
  - Monachium 2002 –  srebrny medal na 200 m;
  - Göteborg 2006 –  złoty medal na 100 m;
  - Göteborg 2006 –  złoty medal na 200 m;
- halowe mistrzostwa świata:
  - Budapeszt 2004 –  srebrny medal na 60 m,
  - Moskwa 2006 –  brązowy medal na 60 m;
- Igrzyska Olimpijskie:
  - Ateny 2004 – 6. miejsce na 200 m;
  - Ateny 2004 – 5. miejsce w sztafecie 4 × 100 m
  - Pekin 2008 –  srebrny medal w sztafecie 4 × 100 m
- mistrzostwa świata
  - Helsinki 2005 - 7. miejsce na 200 m;
  - Osaka 2007 - 5. miejsce na 100 m;
  - Osaka 2007 -  brązowy medal (sztafeta 4 × 100 m)

## Rekordy życiowe
- 60 metrów – 7,10 s (2007, rekord Belgii,najlepszy wynik na świecie w sezonie 2007)
- 100 metrów – 11,04 s (2006, rekord Belgii)
- 200 metrów – 22,20 s (2006, rekord Belgii)
- 400 metrów – 51,45 s (2005, rekord Belgii)